# Desa Rau
Desa Rau är en administrativ by och del av staden Jepara i Indonesien.   Den ligger i provinsen Jawa Tengah, i den västra delen av landet, 400 km öster om huvudstaden Jakarta.